# Focke-Wulf Ta 154
Focke-Wulf Ta 154 Moskito byl německý noční stíhací letoun za druhé světové války. Projekt letounu byl schválen v září 1942 a dne 1. července 1943 byl zalétán prototyp Ta 154 V-1 (Werk-Nr.0001,TE+FE). Prototyp Ta 154 V-3 (Werk-Nr.0003,TE+FG) byl předobrazem sériových Ta 154A-1, jejichž výrobě však zabránilo několik nehod, při kterých se letouny rozpadly ve vzduchu. Spoje převážně dřevěné konstrukce letounu totiž nevykazovaly dostatečnou pevnost a program výroby Ta 154 musel být po dokončení ukončen. Němeček uvádí, že celkem bylo vyrobeno osm sériových Ta 154 A-1. Program byl ukončen v září 1944.
Ta 154 byl dvoumotorový hornoplošník s jednoduchou ocasní plochou a příďovým podvozkem. Výzbroj sériových strojů tvořily dva 20mm a dva 30mm kanóny. Dvoučlenná osádka seděla v tandemu za sebou.

## Vznik a vývoj
Tým Kurta Tanka ve firmě Focke-Wulf už nějaký čas pracoval na rychlém útočném bombardéru s názvem Ta 211, který měl nést vylepšený motor Jumo 211R. Stroj byl dvoumotorový hornoplošník a velmi se podobal americkému Grumman F7F Tigercat. Byl postaven zejména z letecké překližky slepené fenolovou pryskyřicí nazývanou Tego-film. Jediným místem, kde byl použit kov ve větší míře, byl přetlakový kokpit.
Název projektu byl změněn na číslo "8-154" odkud pochází i název Ta 154, když se ukázalo, že nejvhodnějším motorem pro letadlo bude silnější motor Jumo 213, protože Junkers nemohl dodat Jumo 211R včas, v důsledku technických a výrobních problémů. Ta 154 bylo přiděleno jméno "Moskito" jako jistý způsob uznání kvalit stroje de Havilland Mosquito RAF.
V srpnu 1942 požádalo RLM předložit návrhy na stroj, který by plnil pouze funkci noční stíhačky, na co se rozběhla soutěž mezi Heinkelem He 219 a Focke-Wulfem Ta 154. Bylo objednáno 15 prototypů z každého z nich pro další testování. Během soutěže preferovalo RLM spíše He 219, pro jeho lepší viditelnost a dolet. Ale také se stavěli podezřívavě k dřevěné konstrukci Ta 154. V roce 1942 se Messerschmitt Me 210 zdál být jediným vítězem této soutěže, ale trpěl značnými vývojovými problémy a proto byl ignorován.
Bylo to v době, kdy lehký a rychlý de Havilland Mosquito, také vyrobený ze dřeva, začal operovat nad Německem. Rychle dosáhl pozoruhodných rekordů; během svých prvních 600 misí byl jen jeden sestřelen, ve srovnání s 5 % ztrát středních a těžkých bombardérů RAF. Erhard Milch žádal osobně konstrukci německého ekvivalentu, přičemž vybral Ta 154. Téměř okamžitě začaly vnitřní boje v německých kruzích, protože RLM a jednotky nočních stíhačů chtěly He 219. Milch to vzal osobně a strávil další 2 roky snahou zastavit vývoj He 219.

## Zkušební lety

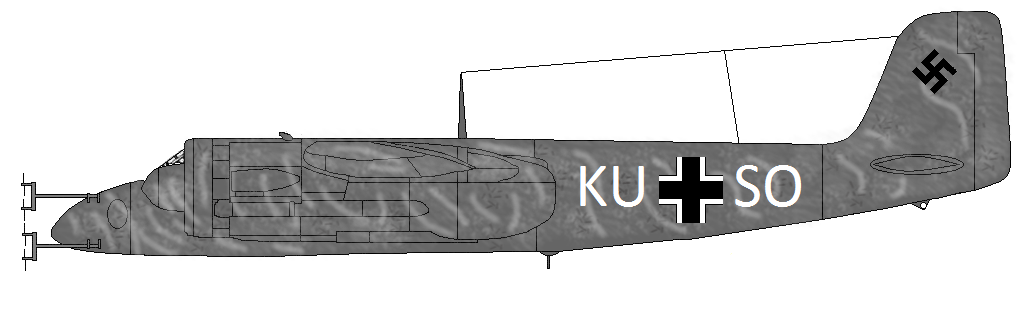
Focke-Wulf Ta 154 (KU+SO)

Vývoj Ta 154 byl již na ve vysokém stadiu rozpracování a první prototyp V1 s motory Jumo 211F vzlétl poprvé 1. července 1943. Následoval druhý prototyp V2 (Werk-Nr.0002,TE+FF) s motory Jumo 211N, který si ponechaly v továrně na zkoušky pilotáže. Pak byl V1 odeslán na letiště Rechlin-Lärz, kde se měl zúčastnit letových zkoušek spolu s He 219 a strojem Junkers Ju 388. Ta 154 dosáhl rychlosti téměř 700 km/ h a s lehkostí předběhl oba stroje, ale ty byly plně vyzbrojené a měly zabudovaný radar.
První vyzbrojenou verzí Ta 154 byla V3, která měla také jako první motory Jumo 211R. Zvýšení hmotnosti, způsobené přidáním zbraní a UHF radaru FuG 212 Lichtenstein C-1 s jeho anténami, znamenalo snížení rychlosti o plných 75 km/h. Přesto byl stále o něco rychlejší než He 219. Zbývajících 15 prototypů bylo dodáno Luftwaffe jako model Ta 154 A-0, které byly totožné s V3. Některé z nich obsahovaly vyvýšený kokpit, kvůli lepší viditelnosti.
Zanedlouho bylo jasné, že motory Jumo 211R nebudou vůbec nebo tak brzy k dispozici. Budoucí výroba se přeorientovala na výkonnější Jumo 213A, ale tento také nebyl k dispozici včas. Další následující rok strávil program Ta 154 testováním různých prototypů a odeslali mnoho z Ta 154A-0 testovací jednotce Erprobungskommando 154. Během těchto testů prokázal alarmující tendenci lámání podvozku a tímto způsobem přišli o polovinu série V.
Během června 1944 začal být dodáván motor Jumo 213, ale jen v malých množstvích. Byla jím vybavena řada A-1, jejíž produkce právě probíhala. Těsně před doručením, byla jediná továrna vyrábějící Tego-Film ve Wuppertalu, vybombardována RAF. Proto muselo být toto lepidlo nahrazeno jiným, méně silným, které později začalo chemicky reagovat s překližkou použitou na Ta 154. Chemickou reakcí dřevo korodovalo[zdroj⁠?!] a slepené spoje se oddělovaly. V důsledku toho v červenci havarovalo několik strojů verze A-1. Tento problém stejně kriticky poznamenal Heinkel He 162, stíhačku Ernsta Heinkela, určenou pro program zavedení proudové stíhačky do Luftwaffe, "Volksjäger".
Kurt Tank přerušil výrobu v srpnu a v září RLM zastavilo celý projekt (v té době byl již Milch odstraněn). V té době bylo dokončeno kolem 50 sériových strojů a několik výrobků předcházejících sériové strojů A-0 bylo upravených na sériový standard. Některé stroje sloužily v jednotce NJG 3 a NJG 10, malé množství bylo použito pro výcvik pilotů proudových stíhaček.

## Specifikace (Ta 154 A-1)

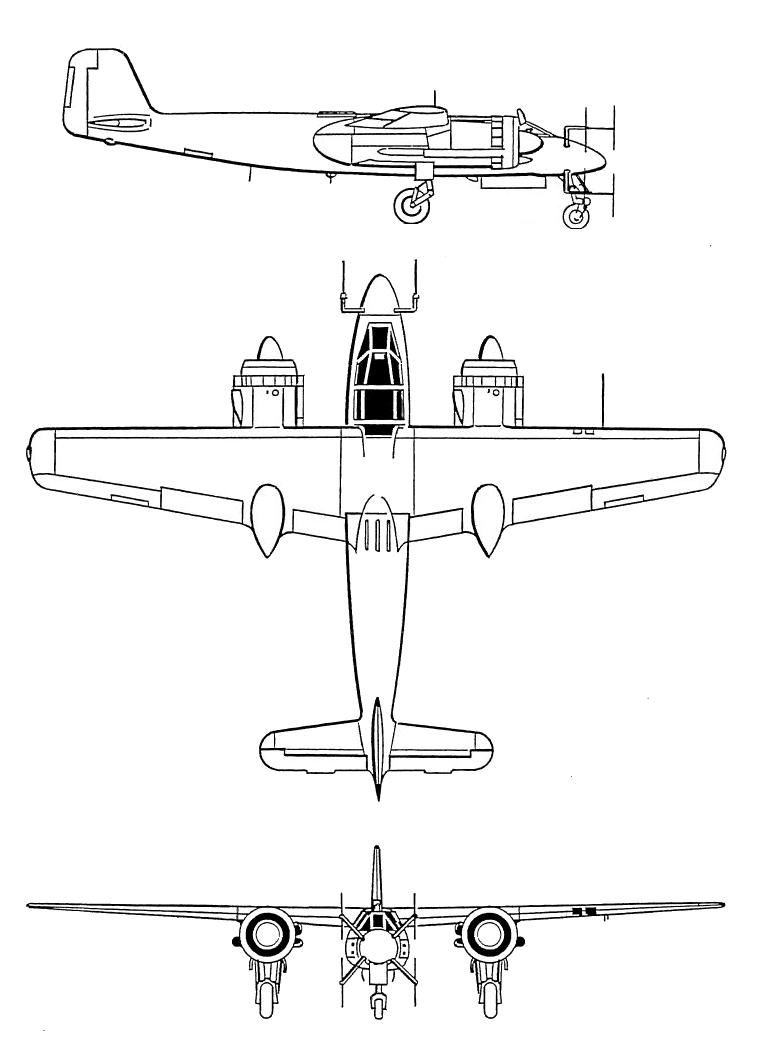
Třípohledový nákres Ta 154

### Technické údaje
- Posádka: 2
- Rozpětí: 16,3 m
- Délka: 12,56 m (s instalovaným radarem)
- Výška: 3,6 m
- Pohonná jednotka: 2 × dvanáctiválcový vidlicový motor Junkers Jumo 213E, každý po 1750 k (podle některých zdrojů poháněla letadla Ta 154A-1 i motory Junkers Jumo 211)

### Výkony
- Max.rychlost: 650 km/h ve výšce 7087 m
- Max. vzletová hmotnost: 8930 kg
- Dolet: 1365 km
- Dostup: 10 900 m

### Výzbroj
- 2 × 20mm kanón MG 151/20 a 2 × 30mm kanón MK 108 po stranách trupu

### Avionika
- radar FuG 212, FuG 220 Lichtenstein